# The Fear (Zona crepusculară)
The Fear este penultimul episod al serialului american Zona crepusculară. A fost ultimul episod scris de Rod Serling, creatorul serialului, și a fost difuzat pe data de 29 mai 1964.

## Prezentare

### Introducere
| “ | Ingredientul elementar al oricărei rețete de frică este necunoscutul. Și iată două personaje care se pregătesc să ia masa: domnișoara Charlotte Scott, redactor al unei reviste de modă, și domnul Robert Franklin, un polițist local. Și al treilea membru al întrevederii: necunoscutul, care tocmai a aterizat la câteva sute de metri distanță. Această persoană sau acest lucru va fi în curând întâmpinat. Aceasta este o cabană de munte, dar este și un luminiș obscur cunoscut sub numele de Zona crepusculară. | ” |

### Intriga
Polițistul rutier Robert Franklin este trimis la cabana din munți a redactorului newyorkez Charlotte Scott - care se recuperează după o cădere nervoasă - să investigheze o serie de întâmplări inexplicabile care ar indica prezența unei ființe misterioase. Se observă lumini pe cer, apar cratere bizare și mașina de poliție este răsturnată. După ce pierde contactul radio cu ceilalți agenți, în casa redactorului, telefonul nu mai funcționează. Charlotte aude zgomote ciudate pe acoperiș, iar când Robert iese să investigheze, descoperă că mașina lui nu mai este răsturnată, dar este acoperită de amprente gigantice.
Cei doi își petrec noaptea împreună și în dimineața următoare decid să caute creatura uriașă. Aceștia descoperă o urmă gigantică, iar când ziaristă înspăimântată începe să fugă, se trezește în fața unui extraterestru de 152 de metri cu un singur ochi. Din moment ce ființa nu atacă și nu se mișcă, Robert se apropie de ea și o împușcă de mai multe ori, dezvăluind faptul că aceasta este de fapt un balon enorm. Adevărata sursă a problemelor este o navă spațială extraterestră minusculă controlată de doi extratereștri de mărimea degetului opozabil. Ființele dezvăluie că toate trucurile le-au fost dejucate de oameni și le cer superiorilor să le permită să plece. În timp ce părăsesc planeta, Robert le urează noroc, spunând că „poate următorul loc în care vor ateriza, ei vor fi giganții”.

### Concluzie
| “ | Frica, desigur, este extrem de relativă. Depinde cine poate privi în jos și cine trebuie să privească în sus. Contează și alte idiosincrazii precum timp, stare de spirit, întuneric. Dar s-a mai spus înainte că cel mai rău lucru de care te poți teme este teama însăși. Povestea din această seară despre teroare și oameni minusculi din Zona crepusculară. | ” |